# Вегетативна нервна система
Вегетативната нервна система, наричана още автономна нервна система, е част от периферната нервна система, чиято задача е да поддържа оптимални вътрешни условия в организма (т.нар. хомеостаза).
Вегетативната нервна система регулира дейността на вътрешните органи – сърце, стомах, бели дробове, черен дроб, черва, кръвоносни съдове, жлези и т.н. Тя е изградена от вегатативни нервни ядра в централната нервна система (ЦНС), нервни възли и периферни нерви. Състои се от две части – симпатикова и парасимпатикова.